# Partido Laborista de Santa Lucía
El Partido Laborista de Santa Lucía (en inglés: Saint Lucia Labour Party, SLP) es un partido político de ideología socialdemócrata de Santa Lucía, un pequeño país independiente localizado al norte de Venezuela y al sur de la Martinica, en aguas del mar Caribe. 
El Partido Laborista fue fundado en 1950 por George Frederick Lawrence Charles, un activo dirigente sindical. El partido fue el ganador de las primeras elecciones de Santa Lucía luego de su independencia del Reino Unido en julio de 1979. En esa ocasión el partido consiguió 12 de los 17 asientos en el Parlamento. A principios de los ochenta la isla atravesó por una crisis importante y tanto el sector privado como los sindicatos obligaron al gobierno de los laboristas a renunciar en 1982 y perder las elecciones de ese mismo año ante el Partido Unido de los Trabajadores de Santa Lucía (en inglés: United Workers Party, UWP). 
Los laboristas no volvieron a ganar la primera magistratura hasta 1997, cuando de la mano de Kenneth Anthony, un exoficial de la Caricom, consiguieron 16 de los 17 escaños en el Parlamento. 
En las elecciones de 2021 el partido obtuvo 13 de los 17 miembros de la Cámara de la Asamblea.

## Resultados electorales
|  | 49.60 % |

|  | 47.40 % |

|  | 66.50 % |

|  | 61.50 % |

|  | 30.10 % |

|  | 36.10 % |

|  | 44.50 % |

|  | 56.20 % |

|  | 16.70 % |

|  | 38.27 % |

|  | 40.80 % |

|  | 43.20 % |

|  | 61.30 % |

|  | 56.00 % |

|  | 48.32 % |

|  | 50.99 % |

|  | 44.07 % |

|  | 50.14 % |